# 마이클 H. 하트
마이클 H. 하트(Michael H. Hart, 1932년 4월 28일 ~ )는 미국의 작가이자 천체물리학자이다. 《랭킹 100: 세계사를 바꾼 사람들》로 잘 알려져 있다.